# Джезказганський гірничо-металургійний комбінат
Жезказганський гірничо-металургійний комбінат – колишнє підприємство, створене навколо Жезказганського родовища мідних руд. 

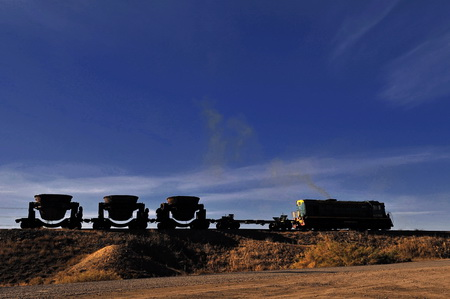

## Стародавні копальні Жезказгану
Родовище відоме понад 3 тисячі років. До найбільш ранніх форм виробок відносять так звані „мідні ями”, численні скупчення яких зафіксовані за 45 км північніше Жезказгану (з казахської мови „жезказган” – місце, де копали мідь). Ці виробки представлені неглибокими кар’єрами, або траншеями довжиною 100 – 140 м, шириною 2 – 2,5 м й глибиною – до 3 м. 
Відкрита розробка окиснених мідних та олов’яних руд (зокрема каситериту) була характерна й для більш пізнього часу, причому кар’єри чудських копалень сягали по осях декількох сотень метрів, часом переходячи в підземні виробки. Розкриття рудних тіл за підземної розробки проводили здебільшого штольнями, які закладали в ярах чи з бортів заздалегідь вибраних кар’єрів; використовували також вертикальні стовбури. Глибина робочих горизонтів зумовлювалася рівнем ґрунтових вод, який становив від 8 до 28 м. Підтримання гірничих виробок здійснювали за допомогою рудних ціликів, або штучних опор з великих породних блоків. 
Відкриті роботи вели за допомогою землерийних мотик і кайл. Скельні породи (здебільшого мідисті пісковики, іноді кварцити, сланці) руйнували важкими кам’яними молотами, кирками, а також зубилами й молотками. Археологами виявлені сотні гірничих і збагачувальних знарядь праці давніх гірників казахського степу. Цікавими особливостями копалень було маскування устя штолень і стовбурів та перекриття їх важкими плитами. Згідно з гірничими традиціями Євразійського простору підземні виробки після закінчення експлуатації щільно закладали пустою породою.

## Характеристика рудних покладів
Потужність рудних тіл від 5 до 30 м. Кут падіння 11°, глибина до 350 м.

## Технологія розробки
Родовище розробляється за змішаною технологією з використанням як шахт так і кар’єрів.  
Комбінат, зокрема, об'єднував:  
– Жезказганські рудники;  
– Жезказганські збагачувальні фабрики;  
– Карсакпайський мідеплавильний завод;  
– Жезказганський мідеплавильний завод.  

## Сучасний стан
У 1996 р. на базі Жезказганського гірничо-металургійного комбінату створена компанія «Казахмис» (Kazakhmys).